# نوع جديد

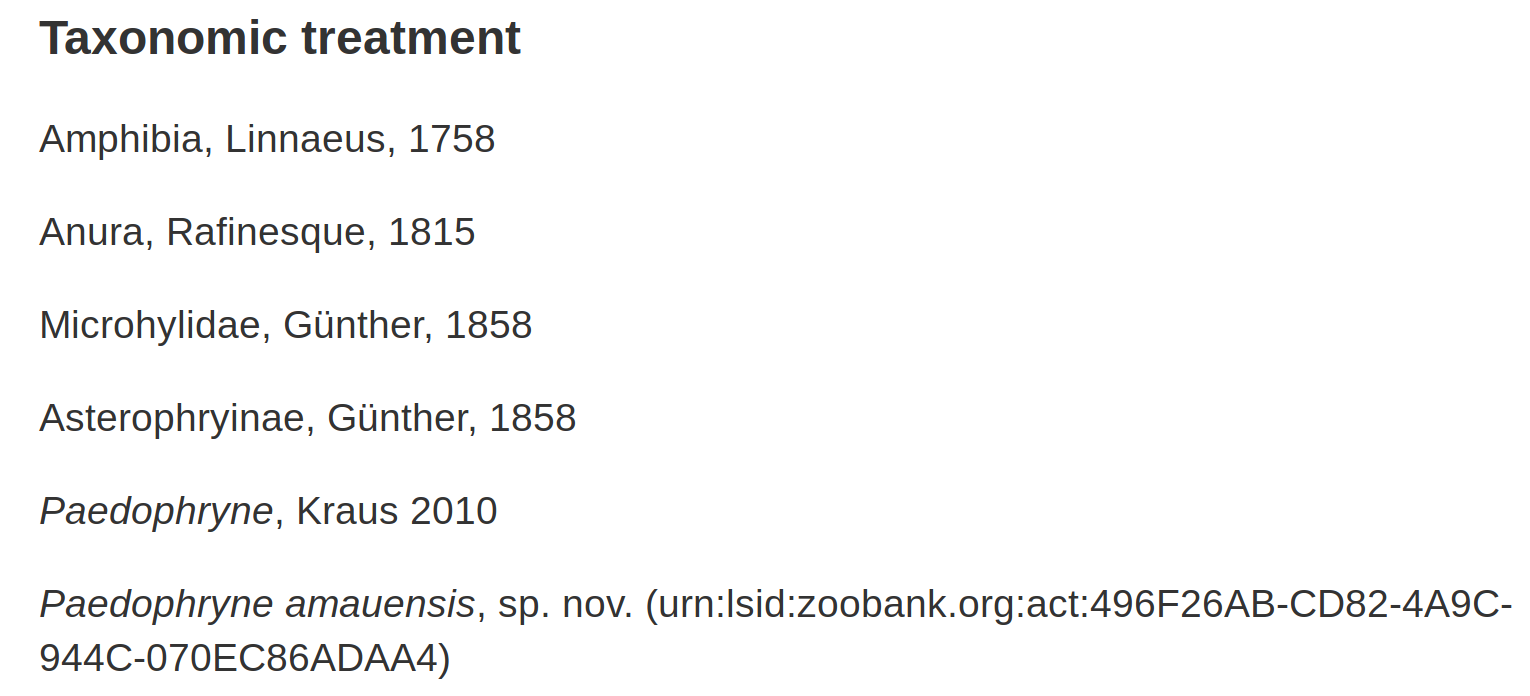
معالجة أصنوفة ضفدع طفلي أماوي sp. nov.

في التصنيف الأحيائي، يعتبر النوع الجديد أو النوع المستجد (الجمع: species novae الأنواع الجديد؛ المختصر: sp. nov. اختصار الجمع: spp. nov.) نوعًا جديدًا. هذه العبارة لاتينية الأصل، وتستخدم بعد الاسم الحَدّانيّ الذي يُنشر لأول مرة.
مثال على ذلك هو الضفدع النمنمي، الضفدع الطفلي الأماوي، الذي وصف في الأصل باسم Paedophryne amauensis sp. nov. في بلوس ون عام 2012.
لا ينبغي الخلط بين المصطلح النوع الجديد (Species nova) والتركيب الجديد (combinatio nova)، الذي يستخدم عندما يتم نقل تصنيف مسمى سابقًا إلى جنس أو نوع مختلف، أو عند تغيير مرتبته التصنيفية.